# Monuments nationaux de Novo Goražde
Cet article recense les monuments nationaux situés sur le territoire de la municipalité de Novo Goražde en Bosnie-Herzégovine et dans la république serbe de Bosnie. La liste établie par la Commission pour la protection des monuments nationaux compte 3 monuments nationaux inscrits sur la liste principale.

## Monuments nationaux
| Monument                          | Localité  | Géolocalisation | Datation             | Commentaire éventuel | Photo |
| --------------------------------- | --------- | --------------- | -------------------- | -------------------- | ----- |
| Église Saint-Georges de Sopotnica | Sopotnica |                 | Milieu du XVe siècle |                      |       |
| Forteresse de Samobor             | Hladila   |                 | XIVe siècle          |                      |       |
| Turbes de la famille Sijerčić     | Kopači    |                 | Période ottomane     | Turbes               |       |